# Native Command Queuing

Schemat poruszania się głowicy z systemem NCQ i bez

NCQ (ang. Native Command Queuing) – sposób optymalizacji pracy dysku twardego polegający na zmianie kolejności zadań zapisu i odczytu podczas współpracy kontrolera i dysku, tak aby zadania były wykonywane przy minimalnej liczbie skoków głowic dysku. Pozwala to uzyskać większą wydajność podczas dużych obciążeń, zmniejszając przy okazji mechaniczne zużycie dysku.
Dysk twardy z NCQ nie używa tego trybu, jeśli kontroler sprzętowy lub sterownik kontrolera nie obsługują NCQ. Kontrolery sprzętowe SATA II standardowo obsługują NCQ.
System operacyjny Windows XP wymaga instalacji odpowiedniego sterownika obsługi NCQ, natomiast systemy Windows Vista i późniejsze obsługują NCQ natywnie.